# I Hear Her Calling Me (from the Heart of Africa)
I Hear Her Calling Me (from the Heart of Africa) è un cortometraggio muto del 1913 diretto da F.J. Grandin (Francis J. Grandon).

## Produzione
Il film fu prodotto dalla Selig Polyscope Company.

## Distribuzione
Fu distribuito dalla General Film Company nel 1913. Nel !917, fu nuovamente distribuito con il titolo The Voice That Led Him.